# Patrick Hobsch
Patrick Hobsch (* 10. Oktober 1994 in Bremen) ist ein deutscher Fußballspieler. Der Stürmer steht seit Juli 2024 beim TSV 1860 München unter Vertrag.

## Sportliche Laufbahn

### Jugend
Hobsch ist der Sohn des ehemaligen DDR-Oberliga- und Bundesligaspielers Bernd Hobsch. Während dessen Zeit bei Werder Bremen wurde Patrick in der Hansestadt geboren, lebte aber aufgrund von Vereinswechseln des Vaters auch in Frankreich, München oder Nürnberg. Im Nürnberger Land begann Hobsch, mit der Familie nun in Schwarzenbruck lebend, nach dem Wechsel seines Vaters zum 1. FC Nürnberg beim TSV Ochenbruck dann selbst als F-Jugendlicher mit dem Fußballspielen. Sein fünf Jahre älterer Bruder David legte ihm später einen Vereinswechsel nahe und fuhr Patrick, der noch keinen Führerschein hatte, regelmäßig zum Training ins oberpfälzerische Woffenbach, wo dieser bis zur B-Jugend spielte. Nach einem Jahr beim 1. SC Feucht wurde der mittlerweile Volljährige von Vereinsverantwortlichen des 1. FCN entdeckt, für dessen U19 er in der Saison 2012/13, seinem letzten Juniorenjahr, in der A-Junioren-Bundesliga spielte.

### Über Feucht nach Seligenporten und Bayreuth
Seine ersten Erfahrungen im Herrenbereich sammelte der im Offensivbereich agierende Hobsch in der Saison 2013/14 bei seinem alten Verein in Feucht in der Landesliga und wurde zur Saison 2014/15 vom Regionalligisten SV Seligenporten verpflichtet, nachdem er für die Franken in 42 Ligaspielen 34 Tore geschossen hatte. Hobsch hatte Schwierigkeiten in der vierten Liga, traf aber parallel dazu regelmäßig für die zweite Mannschaft Seligenportens, die ebenfalls in der Landesliga spielte. In der Folge konnte sich Hobsch im Angriff der ersten Mannschaft etablieren, stieg mit ihr im Frühjahr 2015 in die Bayernliga ab und erreichte mit ihr als Meister der Nordstaffel ein Jahr später den Wiederaufstieg. Als zweitbester Seligenportener Torschütze der Spielzeit 2016/17 wurde der Stürmer vom Ligakonkurrenten SpVgg Bayreuth unter Vertrag genommen. Er erzielte gemeinsam mit seinem Sturmpartner Ivan Knežević die meisten Treffer und wurde im Laufe der Saison von Scouts des VfB Lübeck gesichtet.

### Profi in Lübeck
Im Sommer 2018 nahm Hobsch das Angebot des Vereins nach Gesprächen mit dessen Sportdirektor Stefan Schnoor wahr, unter professionellen Bedingungen trainieren zu können und auch seinen Beruf, den er bis dahin noch neben dem Fußball ausgeübt hatte, aufzugeben. Für ihn, der bei Kühne + Nagel eine Ausbildung zum Speditionskaufmann absolviert hatte und auch weiterhin für das Unternehmen tätig gewesen war, ging damit „ein Traum in Erfüllung“. Aufgrund einer Schambeinentzündung sowie einer Rotsperre verpasste der Angreifer den größten Teil der Saison 2018/19, die Lübeck mit nur drei Punkten Differenz auf den Meister VfL Wolfsburg II abschloss. Ein Jahr später hatte Hobsch, der von Cheftrainer Rolf Landerl häufig seinem Kollegen Nicolas Hebisch vorgezogen wurde, mit 13 Treffern sowie sechs Assists einen entscheidenden Anteil an den 64 Ligatoren des VfB. Nur Konkurrent Wolfsburg verbuchte noch mehr Treffer, allerdings erzielte Lübeck bis zum vorzeitigen Abbruch der Spielzeit in Folge der COVID-19-Pandemie den besten Punkteschnitt und durfte nach Meldung durch den NFV in die 3. Liga aufsteigen. Der Spieler selbst äußerte sich nach zwei Jahren in Norddeutschland mit den Worten „Hier zu leben, die Ostsee gleich vor der Tür zu haben, ist unheimlich schön. Ich fühle mich in Lübeck sehr wohl, habe mich gut eingelebt und nun läuft es ja auch sportlich nach Wunsch.“ positiv über seine bis dahin gewonnenen Eindrücke.
Nach regelmäßigen Einsätzen wurde Hobsch ab Herbst 2020 nach lediglich zwei Treffern häufiger und schließlich gar nicht mehr für die Spieltagskader nominiert, den Vorzug erhielten stattdessen Martin Röser, Soufian Benyamina oder Pascal Steinwender. Aufgrund von „Vorkommnissen, die sich nicht in Einklang mit mannschaftlichen Grundsätzen und Werten des Vereins bringen lassen“ suspendierte man den Spieler gar zeitweise, eine COVID-19-Infektion ereilte ihn dagegen nach dem Jahreswechsel. Hobsch kam auf 12 Drittligaeinsätze mit zwei Torerfolgen. Nach dem Abstieg am Saisonende verließ er den Verein mit seinem Vertragsende.

### Rückkehr nach Bayern
Zur Saison 2021/22 kehrte der Stürmer nach Bayern zurück und schloss sich Lübecks Mitabsteiger SpVgg Unterhaching an, bei dem er einen bis Juni 2023 gültigen Vertrag unterschrieb. Bis zur Winterpause schoss Hobsch 17 Tore und war somit der zweitbeste Torschütze der Liga hinter Adam Jabiri (20 Treffer). Ihm gelangen vier „Doppelpacks“, beispielsweise gegen Eichstätt und den TSV 1860 Rosenheim sicherte er seiner Mannschaft so wichtige Siege. Gegen Heimstetten konnte er gar drei Tore schießen und sorgte auch in dieser Partie dafür, dass Unterhaching als Sieger vom Feld ging. Als Nachfolger des gewechselten Patrick Hasenhüttl war Hobsch häufig Teil einer vom neuen Trainer Sandro Wagner installierten Doppelspitze mit dem ähnlich effektiven Stephan Hain, mit dem er gemeinsam für zwei Drittel der Gesamttreffer verantwortlich war. Letztendlich stand Hobsch am Saisonende bei 28 Ligatoren und wurde Torschützenkönig. Hatte der Stürmer in seiner ersten Saison mit den Hachingern noch den Aufstieg verpasst, so gelang ihnen dieser ein Jahr später im Frühjahr 2023. Mit sechs Punkten Vorsprung auf die Würzburger Kickers gelangten die Oberbayern in die Aufstiegsrelegation, in der sie sich gegen den Nordostmeister Energie Cottbus durchsetzten. Im Verlauf der Saison war Hobsch, der nach dem Weggang Hains nun am häufigsten mit Mathias Fetsch zusammenspielte, mit diesmal 27 Treffern erneut der beste Torschütze der Liga. In seiner nun zweiten Saison in der 3. Liga war der Angreifer wesentlich effektiver als noch damals in Lübeck und konnte sich mit 13 Saisontoren in die „Top 10“ schießen. Der Torschützenkönig Jannik Mause hatte beispielsweise lediglich fünfmal mehr getroffen. Im DFB-Pokal gelang es Hobsch und Unterhaching, in der 1. Runde den Bundesligisten FC Augsburg mit 2:0 zu besiegen, wobei er einen Treffer vorbereitete.
Im Sommer 2024 wechselte er vom Münchner Umland direkt in die Landeshauptstadt und unterschrieb einen Vertrag beim TSV 1860 München, wo auch bereits sein Vater Bernd spielte. Ebenso wie dieser damals erhielt Patrick die Rückennummer 34. Bei den Löwen war Hobsch gemeinsam mit Tunay Deniz der effektivste Offensivspieler und überwiegend die erste Wahl im Sturmzentrum. Hobsch schoss 16 Tore und leistete fünf Vorlagen, blieb aber mit dem Verein hinter den eigenen Erwartungen zurück und rangierte am Saisonende nur auf Platz 11. Im Landespokal schieden Spieler und Verein gegen Unterhaching im Viertelfinale aus.

## Erfolge
SpVgg Unterhaching
- Meister der Regionalliga Bayern und Aufstieg in die 3. Liga: 2023

VfB Lübeck
- Meister der Regionalliga Nord und Aufstieg in die 3. Liga: 2020

SV Seligenporten
- Aufstieg in die Regionalliga Bayern: 2016

Persönlich
- Torschützenkönig der Regionalliga Bayern: 2022 (28 Tore), 2023 (27 Tore)